# 首爾站 (地下)
首爾站（：／ Seoullyeok */?）是首都圈電鐵1號線、首都圈电铁4号线的一座轉乘車站，位於韓國首爾特別市中區蓬萊洞與龍山區東子洞的交界處。1974年8月15日開通啟用時站名為首爾站前（서울역앞），與鐵路首爾站互不相通；直至1985年1月才改為現名，並開通兩站間的連通道。也因此，首都圈電鐵1號線列車的到站廣播是「本站是首爾站，地下首爾站」。（同线路清凉里站亦有类似情况）

## 車站構造
1號線與4號線站體為1面2線島式月台的地下車站，機場鐵道站體則為完全混合式月台，候車月台皆設有月台幕門。其中，1號線與4號線站體呈現「ㄣ」字形，並設有轉乘通道。

### 1號線月台
本站為首爾地鐵1號線的終點站，往南行駛將直通京釜電鐵線。此外，首爾地鐵1號線為直流電，京釜線則為交流電，因此駛出地面時設有中性區。
轉乘首爾站則由京釜電鐵線B急行側月台則於月台南端上樓，之後直走。
| ↑ 市廳   |
| 上 下 \| |
| 南營 ↓   |

| 月台 | 路線             | 目的地                                                   |
| ---- | ---------------- | -------------------------------------------------------- |
| 上行 | ●首都圈電鐵1號線 | 逍遙山、議政府、光大學、清涼里、東廟、鐘路三街、市廳方向 |
| 下行 | ●首都圈電鐵1號線 | 仁川、西東灘、天安、新昌、餅店、九老方向                 |

### 4號線月台

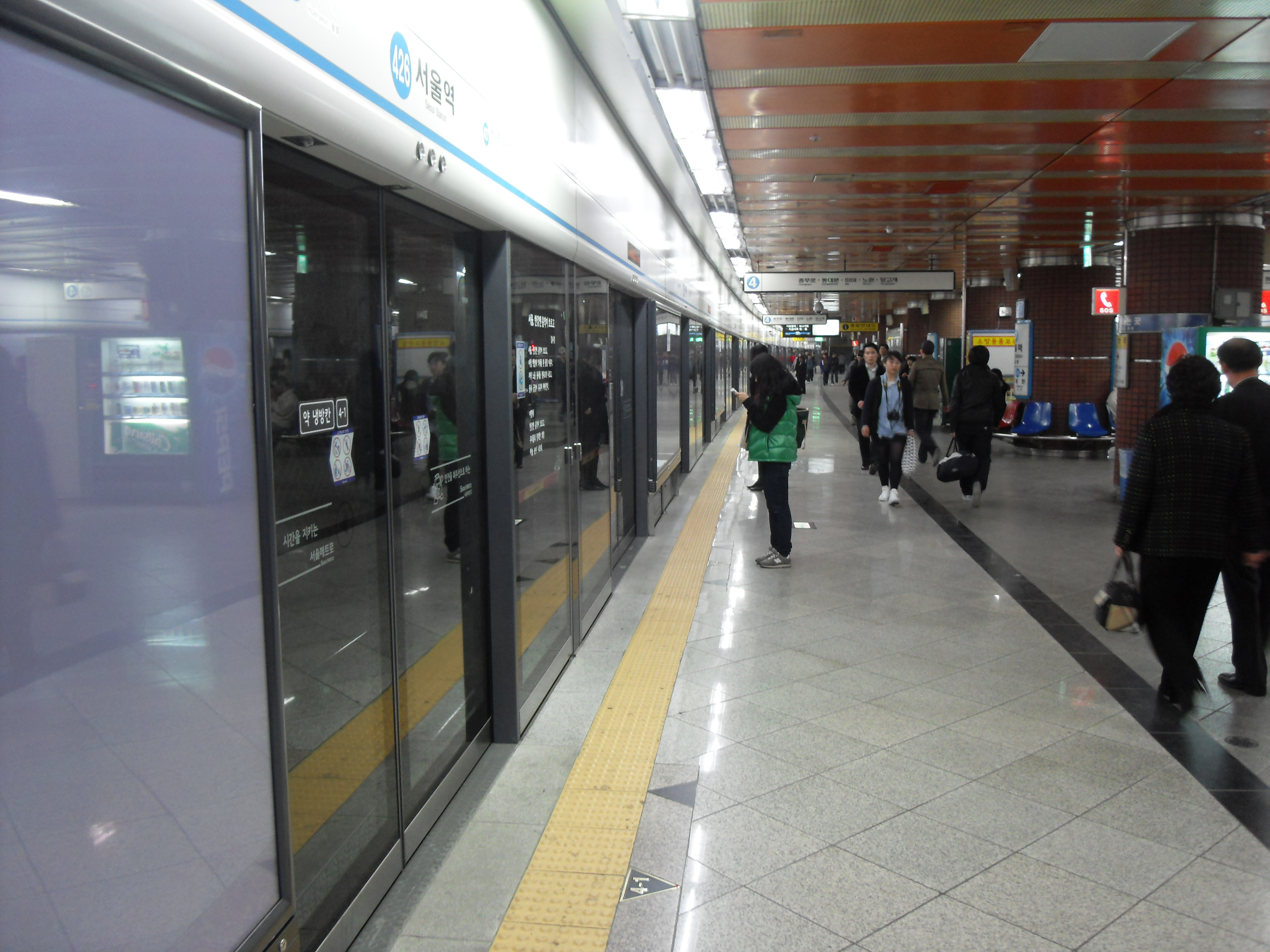
4號線候車月台

| 會賢 ↑         |
| 下 上 \|       |
| ↓ 淑明女子大學 |

| 月台 | 路線             | 目的地                             |
| ---- | ---------------- | ---------------------------------- |
| 上行 | ●首都圈电铁4号线 | 東大門、漢城大學、倉洞、堂嶺方向   |
| 下行 | ●首都圈电铁4号线 | 舍堂、衿井、中央、安山、烏耳島方向 |

## 歷史
- 1974年8月15日：首爾地鐵1號線首爾站前站（서울역앞역）落成啟用，並設出口9處。
- 1983年9月13日：首爾地鐵4號線站名決定為首爾站（前）站（서울역(앞)역）[2]。
- 1985年1月24日：站名改為首爾站。
- 1985年10月18日：4號線站體開通，並增設5處出口[3]。
- 2003年：1號出口停用（為了興建首爾站廣場轉乘中心進行移動作業）。
- 2004年：1號出口移動完成，與首爾站的轉乘通道開通。
- 2009年7月25日：首爾站巴士轉乘中心（朝鲜语：서울역 버스 환승센터）開張的同時新設9-1號出口。

## 車站周邊
- 首爾站（地上）
- 文化站首爾284（舊首爾車站）
- 首爾南大門警察署
- 南大門教會
- 南大門市場
- 南山
- 首爾城市塔（朝鲜语：서울 시티타워）
- 崇禮門
- 首尔广场
- 西小門近鄰公園
- 首爾路7017（朝鲜语：서울로 7017）
- 德國駐韓大使館（朝鲜语：주한 독일 대사관）
- 法国文化协会
- 國立劇團（朝鲜语：국립극단）
- 孫基禎紀念公園
- 厚岩郵局
- 萬里洞1街郵局
- 友利銀行
- 韓國鐵道公社首爾本部
- 韓國產業安全保健公團（朝鲜语：한국산업안전보건공단）
- LG Innotek（朝鲜语：LG이노텍）本社
- YTN電視台
- 韓國城市通交通卡服務中心
- 首爾站巴士轉乘中心（朝鲜语：서울역 버스 환승센터）
- 乐天玛特首爾站店
- 首爾千禧希爾頓酒店

## 圖片

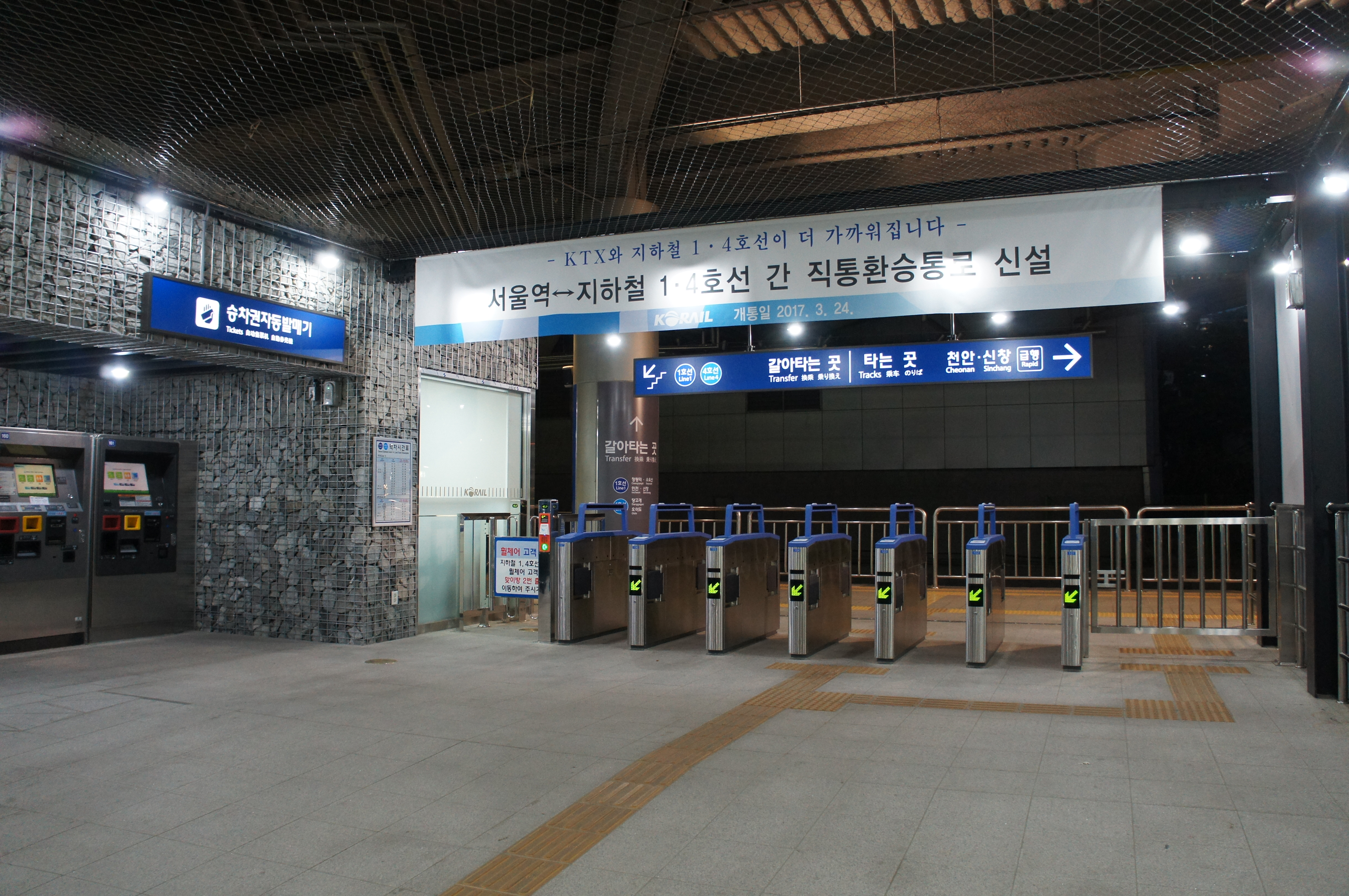
剪票閘口
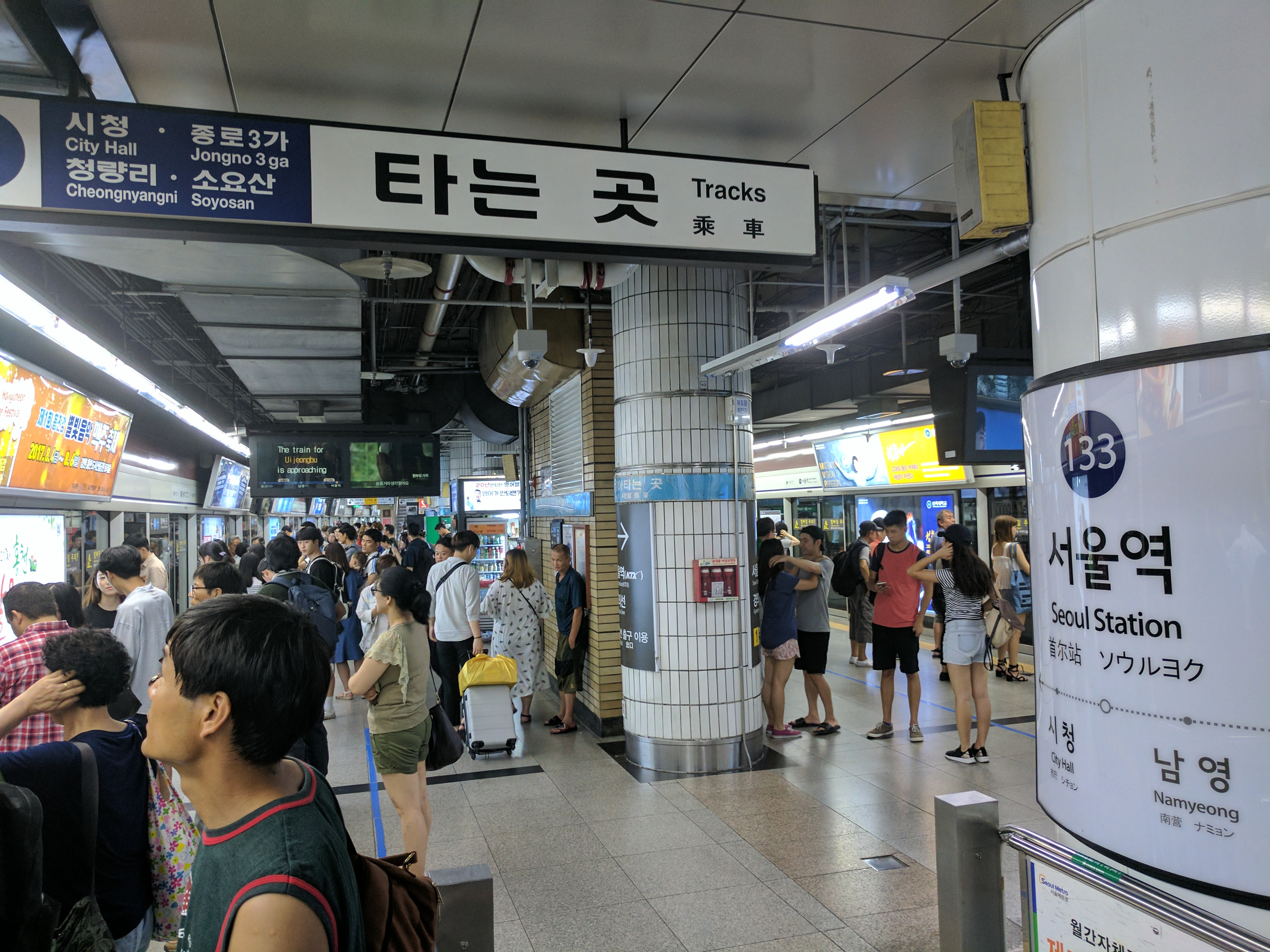
1號線月台
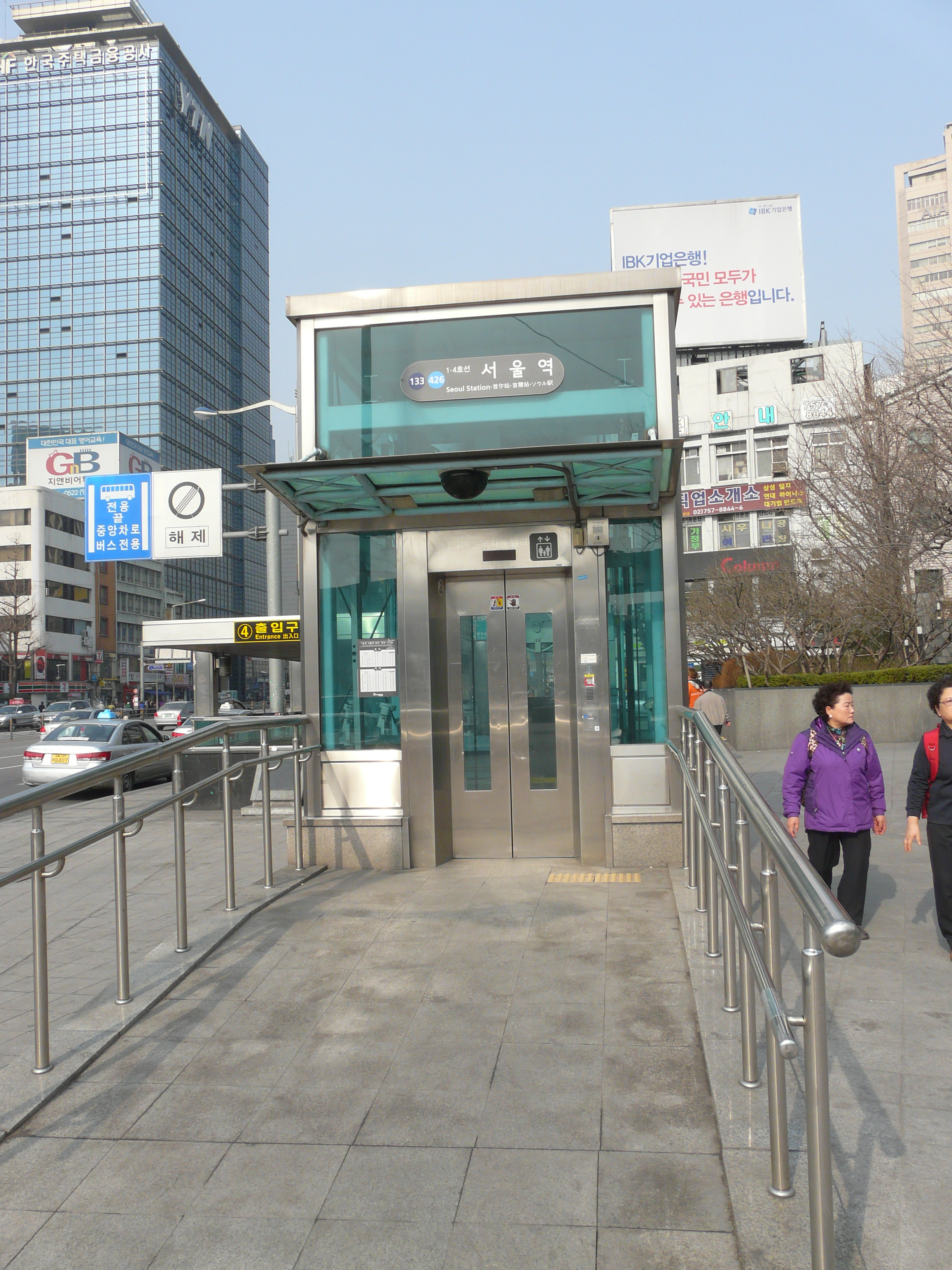
4號出口電梯
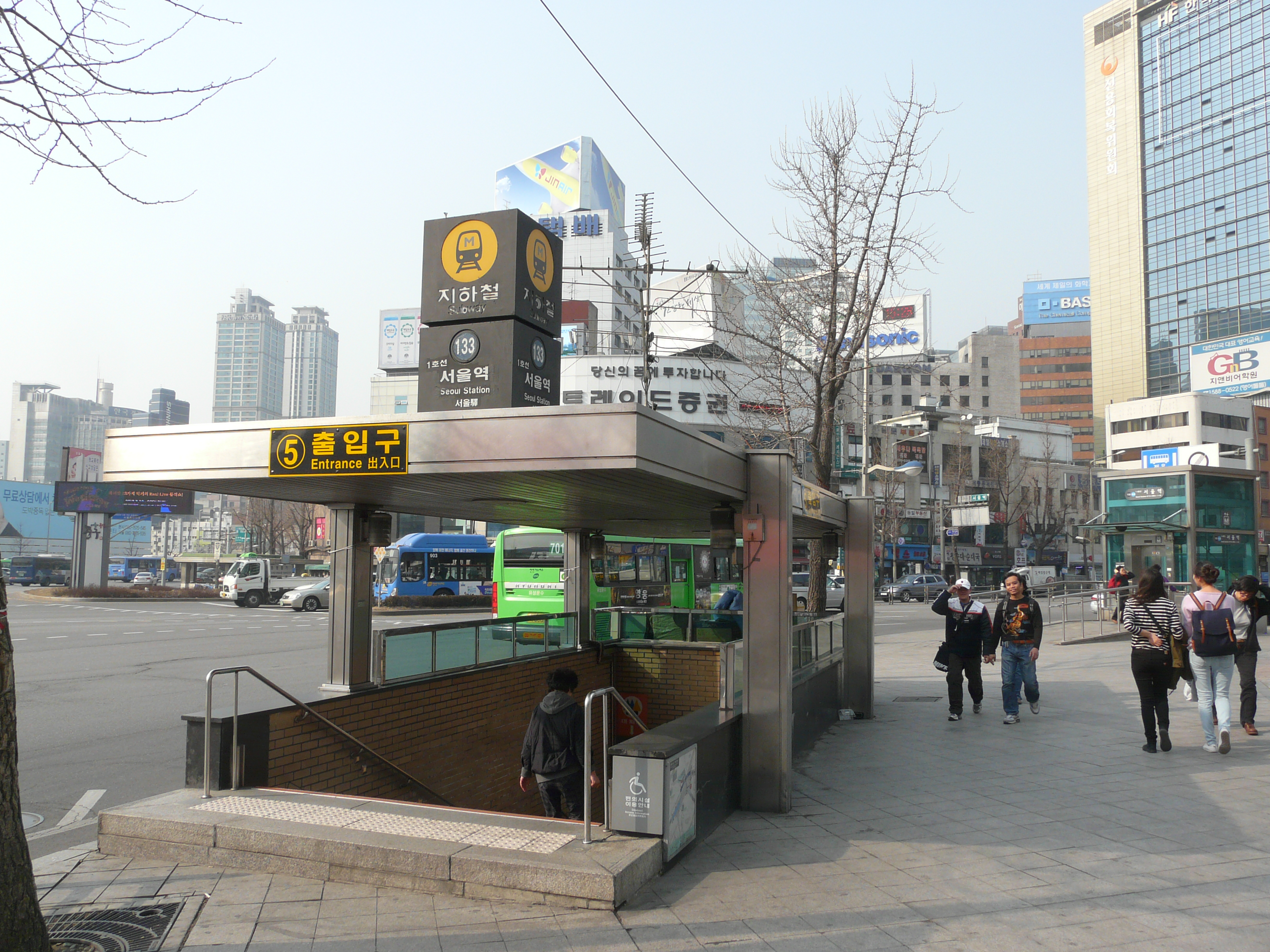
5號出口

## 相鄰車站
首爾交通公社
●首都圈電鐵1號線
京釜線A急行、京仁線緩行、京釜線緩行
市廳（132）－首爾站（133）－南營（134）
●首都圈电铁4号线
會賢（425）－首爾站（426）－淑明女子大學（427）